# Reeds (Missouri)
Reeds est une ville du comté de Jasper, dans le Missouri, aux États-Unis,. Située au sud-est du comté, elle est incorporée en 1872.

## Démographie
Lors du recensement de 2010, la ville comptait une population de 95 habitants. Elle est estimée, en 2017, à 98 habitants.

### Source de la traduction
- (en) Cet article est partiellement ou en totalité issu de l’article de Wikipédia en anglais intitulé « Reeds, Missouri » (voir la liste des auteurs).